# Winston Rekert
Winston Houghton Rekert (* 10. Juni 1949 in Vancouver, British Columbia; † 14. September 2012, ebenda) war ein kanadischer Schauspieler, Filmregisseur und Drehbuchautor.

## Leben
Rekert wurde am 10. Juni 1949 in Vancouver geboren. Zu Beginn der 1970er Jahre begann er in verschiedenen Fernsehserien mitzuspielen. 1977 gab er in Prairie Landscapes sein Spielfilmdebüt. 1985 spielte er in den Filmproduktionen Agnes – Engel im Feuer, Eternal Evil – Das ewige Böse und Toby McTeague mit. Mitte der 1980er Jahre war er in der Zeichentrickserie Freunde im All als Synchronsprecher zu hören. Von 1986 bis 1988 spielte er die Rolle des V.H. Adderly in der Fernsehserie Adderly. Er mimte ab 1989 bis 1994 verschiedene Rollen in der Fernsehserie Neon Rider. 1995 war er im Katastrophenfilm Schreckensflug der Boeing 767 in der Rolle des Rick Dion zu sehen. 2008 spielte er unter anderen in den Filmen The Art of War II: Der Verrat, Die Feuerspringer – Sie kennen keine Angst und Der Todes-Twister mit.
Von 1992 bis 1994 fungierte er als Regisseur und Drehbuchautor in der Serie Neon Rider. Zwischen 2008 und 2009 führte er für mehrere Kurzfilme Regie.
Am 14. September 2012 starb er in Vancouver im Alter von 63 Jahren an den Folgen einer Krebserkrankung. Er war verheiratet und hatte zwei Kinder.

## Filmografie (Auswahl)

### Schauspiel
- 1971: The Manipulators (Fernsehserie, Episode 2x02)
- 1973: Strandpiraten (The Beachcombers, Fernsehserie, Episode 1x17)
- 1977: Prairie Landscapes
- 1978: Who’ll Save Our Children? (Fernsehfilm)
- 1979: Inspektor Cameron, Toronto (The Great Detective, Fernsehserie, Episode 1x05)
- 1980: Suzanne
- 1980: Coming Out Alive
- 1981: Der schmale Weg des Glücks (Heartaches)
- 1981: Der kleine Vagabund (The Littlest Hobo, Fernsehserie, Episode 3x01)
- 1981: Lust auf Sex (Your Ticket Is No Longer Valid)
- 1982: Love
- 1983: Dead Wrong
- 1984: Walls
- 1984–1985: Constable Constable (Fernsehserie, 3 Episoden)
- 1985: The Edison Twins (Fernsehserie, Episode 3x06)
- 1985: Agnes – Engel im Feuer (Agnes of God)
- 1985: Eternal Evil – Das ewige Böse (The Blue Man)
- 1985: Toby McTeague
- 1985–1986: Freunde im All (Star Wars: Droids, Zeichentrickserie, 5 Episoden; Sprechrolle)
- 1986: Nachtstreife (Fernsehserie, Episode 2x09)
- 1986: High Stakes
- 1986–1987: Danger Bay (Fernsehserie, 3 Episoden)
- 1986–1988: Adderly (Fernsehserie, 44 Episoden)
- 1987: Brothers by Choice (Fernsehfilm)
- 1988: Die Waffen des Gesetzes (Street Legal, Fernsehserie, Episode 3x01)
- 1989: Glory! Glory! (Fernsehfilm)
- 1989–1994: Neon Rider (Fernsehserie, 64 Episoden, verschiedene Rollen)
- 1990: Brenda und die Männer (The World’s Oldest Living Bridesmaid, Fernsehfilm)
- 1994: Tod im Zwielicht (Voices from Within, Fernsehfilm)
- 1995: Schreckensflug der Boeing 767 (Falling from the Sky: Flight 174)
- 1995: Wildes Land – Die Serie (Lonesome Dove: The Series, Miniserie, Episode 1x18)
- 1996: Verraten & verkauft (Captive Heart: The James Mink Story, Fernsehfilm)
- 1996: Katastrophe im Eis (To Brave Alaska, Fernsehfilm)
- 1997: Ein Mountie in Chicago (Due South, Fernsehserie, Episode 3x04)
- 1998: Mary Higgins Clark's 'Der Mörder mit dem Glöckchen Tick...' (Moonlight Becomes You, Fernsehfilm)
- 1998: Stargate – Kommando SG-1 (Stargate SG-1, Fernsehserie, 2 Episoden)
- 1999: PSI Factor – Es geschieht jeden Tag (PSI Factor – Chronicles of the Paranormal, Fernsehserie, Episode 3x15)
- 1999: Loving Evangeline (Fernsehfilm)
- 1999: Sliders – Das Tor in eine fremde Dimension (Sliders, Fernsehserie, Episode 5x09)
- 1999: Eiszeit – ein Ehekrieg mit Folgen (A Cooler Climate, Fernsehfilm)
- 1999: Beggars and Choosers (Fernsehserie, Episode 1x12)
- 2000: Nothing Too Good for a Cowboy (Fernsehserie, Episode 2x11)
- 2000: Secret Agent Man (Fernsehserie, Episode 1x04)
- 2000: Higher Ground (Fernsehserie, Episode 1x13)
- 2000: The Last Stop
- 2000: Hollywood Off-Ramp (Fernsehserie, Episode 1x08)
- 2000: First Wave – Die Prophezeiung (First Wave, Fernsehserie, Episode 3x09)
- 2000: Murder at the Cannes Film Festival (Fernsehfilm)
- 2000: Call of the Wild (Fernsehserie, Episode 1x10)
- 2000–2001: Auf kalter Spur (Cold Squad, Fernsehserie, 3 Episoden, verschiedene Rolen)
- 2002:  Auf Todeskurs: Flugzeug außer Kontrolle (Cabin Pressure, Fernsehfilm)
- 2002: Roughing It (Fernsehfilm)
- 2002: Mysterious Ways (Fernsehserie, Episode 2x19)
- 2002: Andromeda (Fernsehserie, Episode 3x02)
- 2003: Blue Murder (Fernsehserie, Episode 3x01)
- 2003: Vergiss die Toten nicht (Before I Say Goodbye, Fernsehfilm)
- 2003: Wicked Minds (Fernsehfilm)
- 2003: A Date with Darkness: The Trial and Capture of Andrew Luster (Fernsehfilm)
- 2003: Undercover Lover – Liebe auf Umwegen (Undercover Christmas, Fernsehfilm)
- 2004: Savage Island
- 2004: The Collector (Fernsehserie, Episode 1x09)
- 2004: Ein Engel für Eve (Eve’s Christmas, Fernsehfilm)
- 2005: Young Blades (Fernsehserie, Episode 1x05)
- 2006: Godiva’s (Fernsehserie, Episode 2x07)
- 2006: Honeymoon with Mom
- 2006: Breakdown (Kurzfilm)
- 2006: Behind the Camera: The Unauthorized Story of 'Diff'rent Strokes' (Fernsehfilm)
- 2006: Trapped Ashes
- 2006: Battlestar Galactica (Fernsehserie, 2 Episoden)
- 2006: The Secret of Hidden Lake (Fernsehfilm)
- 2007: The L Word – Wenn Frauen Frauen lieben (The L Word, Fernsehserien, Episode 4x10)
- 2007: Supernatural (Fernsehserie, Episode 2x16)
- 2007: The Secret Life of Cassandra Brown (Kurzfilm)
- 2008: Bite Me (Kurzfilm)
- 2008: The Art of War II: Der Verrat (The Art of War II: Betrayal)
- 2008: Die Feuerspringer – Sie kennen keine Angst (Trial by Fire, Fernsehfilm)
- 2008: Der Todes-Twister (NYC: Tornado Terror, Fernsehfilm)
- 2009: The Art of Drowning (Kurzfilm)
- 2009: Angel and the Bad Man (Fernsehfilm)
- 2009: Phantom Racer (Fernsehfilm)
- 2009: Christmas Crash
- 2010: Canadian Comedy Shorts (Fernsehserien, Episode 14x06)
- 2010: Caprica (Fernsehserien, Episode 1x10)
- 2011: Goodnight for Justice (Fernsehfilm)

### Filmschaffender
- 1992–1994: Neon Rider (Fernsehserie, 4 Episoden; Regie, 3 Episoden Drehbuch)
- 2008: Bite Me (Kurzfilm; Regie)
- 2008: The Tour (Kurzfilm; Regie)
- 2008: Asura (Kurzfilm; Regie)
- 2008: Unknown & Forgotten (Kurzfilm; Regie)
- 2008: Lit Up (Kurzfilm; Regie)
- 2008: Stones in a Cathouse (Kurzfilm; Regie)
- 2008: Neon Rider: The Lost Episode (Kurzfilm; Regie)
- 2008: Hospital (Kurzfilm; Regie)
- 2008: Goddert Lucifa (Kurzfilm; Regie)
- 2009: Cumberdale (Kurzfilm; Regie)
- 2009: Humano Tartar (Kurzfilm; Regie)